# Самаркандское бекство
Самаркандское бе́кство или Самаркандский вилайет (узб. Samarqand bekligi / Samarqand viloyati)
— административная единица в составе Бухарского ханства, а затем Бухарского эмирата, на территории современного Узбекистана. Административным центром являлся Самарканд.

## История
При правлении аштарханида Имамкули-хана (1611—1642 гг.) в Самарканде были построены ряд известных архитектурных шедевров.
В 1612—1656 годах хокимами Самарканда являлись Ялангтуш Бахадур и Надир Мухаммад Диванбеги, которые построили ряд построек, например, соборную мечеть и медресе Тилля-Кари, медресе Шердор, и таким образом возник ансамбль Регистан.
Возрождение Самарканда и области началось при правлении основателя узбекской династии мангытов Мухаммад Рахимбия (1756—1758 гг.), который прославился своими волевыми качествами и военным искусством. Мухаммад Рахимбий предпринял некоторые попытки возродить Самарканд. Серьёзные усилия по восстановлению города предпринял эмир Шахмурад (1785—1800 гг.). Эмиром Шахмурадом в Самарканде в 1784—1785 гг. был построен торговый купол Чорсу. Для возрождения шелкоткачества в город была переселена масса шиитов-иранцев из Мерва в 1780-х годах.
Последним беком Самаркандского вилаета был Ширали-инак, который бежал в 1868 году в Бухару, спасаясь от войск К.Кауфмана.